# シベリア共和国

シベリア共和国
Сибирская республика

国の標語: Через автономную Сибирь к возрождению свободной России（ロシア語）
（自治シベリアを経て自由ロシアの復活へ）国歌: Кантатный гимн Сибири（ロシア語）
1918年10月時点のシベリア共和国  実効支配地域  領有主張地域もしくは従属政権

シベリア共和国（-きょうわこく、露: Сибирская Республика, ロシア語ラテン翻字: Sibirskaya Respublika）は、ロシア内戦中の1918年にロシア・ソビエト共和国から独立した国家。民主国家であり、旧ロシア帝国領のウラルから東清鉄道やハルビン市を含む太平洋側までの地域の領有を宣言した。南にはアラシュ自治国が存在していた。

## 成立
1917年12月、トムスクでシベリア議会の下院議員選挙が実施された。しかし、同年に発生した十月革命の影響を受け、ブルジョワ層は選挙から除外されたが、この決定は立憲民主党からの批判を受けた。このため、議会は社会革命党が躍進したが、多くの候補者が選挙をボイコットしたため議会は定員数不足となった。
1918年1月29日、選出された議員たちにより暫定シベリア政府が発足し、独立宣言がなされた。政府の構成員は社会革命党が中心となり、首班にはピョートル・ディーバーが就任した。ディーバーたちは赤軍の進軍を受け極東に避難したが、赤軍は6月にチェコ軍団と白軍の攻撃により中央シベリアで敗退した。

## 二重政府と消滅

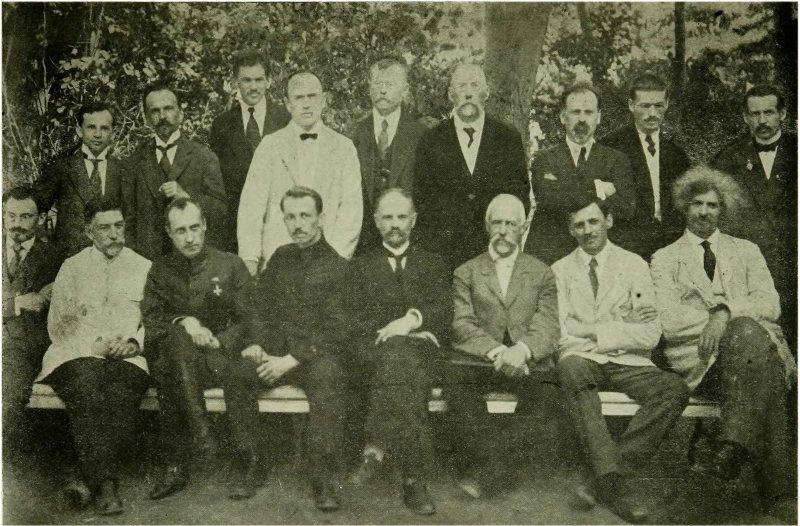
オムスク政府閣僚（1918年7月4日）

極東に避難したディーバーはウラジオストクに首都を遷したが、社会革命党をボリシェヴィキと同類と見なす超保守主義者・民族主義者たちは、自分たちと思想の近い新政権を樹立することを模索した。このため、6月30日にオムスクで会議が開かれ、ピョートル・ヴォロゴーツキイを首班とする新政権が成立した。
これに対し、ディーバー政権はヴォロゴーツキイ政権を認めず、シベリア共和国はウラジオストク政府とオムスク政府がそれぞれ正当性を主張する二重政府状態となった。しかし、軍事部門のシベリア軍はオムスク政府に帰順したためウラジオストク政府は無力化し、ディーバーは辞任しI・A・ラブロフが後任となった。
1918年9月、シベリア共和国はウファで開かれた国家会議において、新たに発足する臨時全ロシア政府に吸収され消滅した。